# 上六
上六（日语：／）是大阪府大阪市天王寺區上本町六丁目的簡稱。本條目也一並介紹上本町6丁目交差點。

## 概要
上本町六丁目為近鐵大阪上本町站所在地，常以上六、大阪上本町站稱呼這一帶。

## 上本町6丁目交差點
上本町6交差點是上本町六丁目與上本町西五丁目（西北角）的路口，為大阪市內的交通要地。過去曾是大阪市電的終點站，可前往大阪站、阿倍野橋（天王寺站）、難波、天滿橋、守口、境川等地。
現在交差點周邊有「上本町6丁目（近鐵前）」、「上本町6丁目南」、「上本町6丁目東」等巴士站，是巴士交通要地。

### 交會道路
- 南北： 上町筋（日语：上町筋）（大阪市道赤川天王寺線）
- 東西： 千日前通（日语：千日前通）（大阪府道702號（日语：大阪府道・奈良県道702号大阪枚岡奈良線））。

### 與此地的距離
- 千日前通、府道702號奈良方向
  - 東成區今里交差點2.2 km
  - 大阪、奈良縣境暗峠約17 km
- 千日前通、府道702號西向
  - 中央區難波1.7 km
  - 大正橋3.6 km
  - 大正區役所前5.7 km
- 上町筋北向
  - 中央區法圓坂1.7 km
  - 大阪府廳前2.3 km
  - 土佐堀通（日语：土佐堀通）、京阪東口2.8 km
- 上町筋、阿倍野筋南向
  - 國道25號、北河堀交差點1.8 km
  - 阿倍野筋（日语：あべの筋）、國道479號（日语：国道479号）、長居交差點6.5 km

## 交通
- 近鐵大阪上本町站
- 大阪市營地下鐵谷町九丁目站
- 大阪市營巴士上本町六丁目停留所

## 主要設施
- 近鐵百貨店（日语：近鉄百貨店）上本町店
- 大阪喜來登都酒店（日语：シェラトン都ホテル大阪）

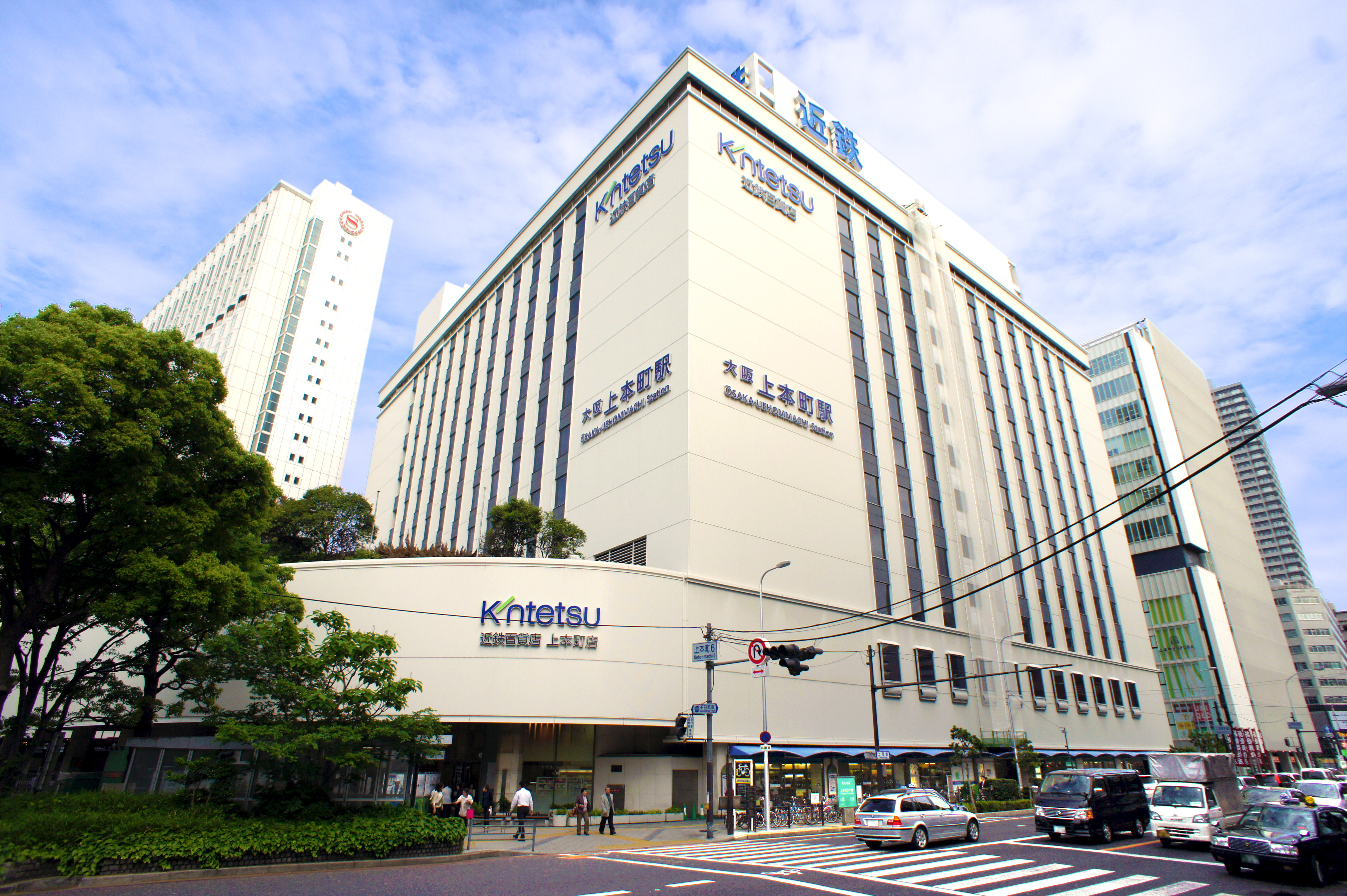
近鐵大阪上本町站、近鐵百貨店上本町店

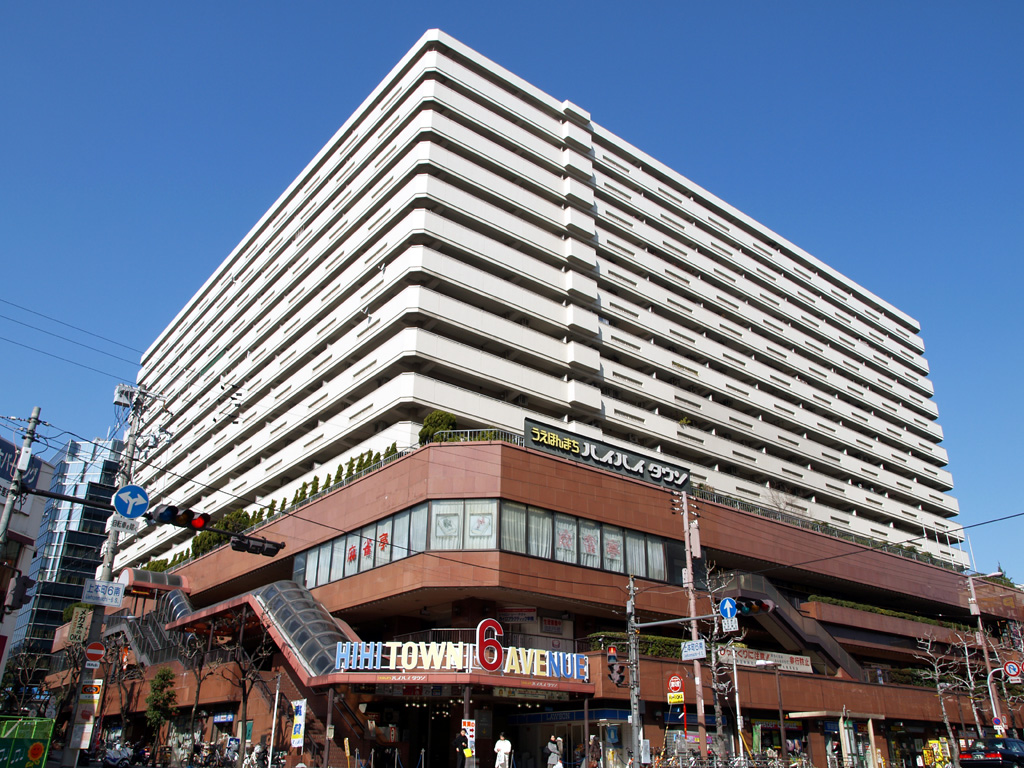
上本町Hi Hi Town

- LIVE ARTEX旅館（ホテル ライブアーテックス）
- 近鐵（日语：近鉄バス）高速巴士中心
- 上本町YUFURA（日语：上本町YUFURA）
- 新歌舞伎座（日语：新歌舞伎座 (大阪)）
- 上本町Hi Hi Town（日语：うえほんまちハイハイタウン）
- 摩斯漢堡上六店
- JANBO卡拉OK廣場（日语：ジャンボカラオケ広場）
- 東高津宮
- 近畿日本鐵道本社
- 近畿日本遊客個人旅行販售（日语：近畿日本ツーリスト個人旅行販売）上本町營業所
- 郵貯銀行大阪貯金事務中心（日语：貯金事務センター）
- 大阪情報電腦專門學校（日语：大阪情報コンピュータ専門学校）

## 其他
大阪市內其他類似上六的簡稱有中央區谷町六丁目（谷町6丁目交差點一帶）的谷六（たにろく），中央區谷町九丁目（谷町9交差點一帶）的谷九（たにきゅう），中央區日本橋一丁目的日本一（にっぽんいち），北區天神橋六丁目的天六（てんろく），城東區蒲生四丁目站、蒲生4交差點的がもよん等等。